# 近鉄郡山駅
近鉄郡山駅（きんてつこおりやまえき）は、奈良県大和郡山市南郡山町にある、近畿日本鉄道橿原線の駅。駅番号はB30。

## 歴史
- 1921年（大正10年）4月1日：大阪電気軌道畝傍線（現在の橿原線）西大寺（現在の大和西大寺） - 当駅間開通時に郡山駅として開業[1][2]。
- 1922年（大正11年）4月1日：畝傍線が平端駅まで延伸、途中駅となる[1]。
- 1928年（昭和3年）8月：大軌郡山駅に改称[3]。
- 1941年（昭和16年）3月15日：参宮急行電鉄との会社合併により、関西急行鉄道の駅となる[1]。関急郡山駅に改称[3][4]。
- 1944年（昭和19年）6月1日：会社合併により近畿日本鉄道の駅となる[1]。近畿日本郡山駅に改称[3][4]。
- 1970年（昭和45年）3月1日：現駅名たる近鉄郡山駅に改称[3][4]。
- 1971年（昭和46年）4月1日：定期券専用自動改札機を設置[5]。
- 2007年（平成19年）4月1日：PiTaPa使用開始[6]。
- 2023年（令和5年）2月3日：奈良県と大和郡山市、近鉄の三者間で、近鉄郡山駅移設に関する基本協定を締結[7]。

## 駅構造

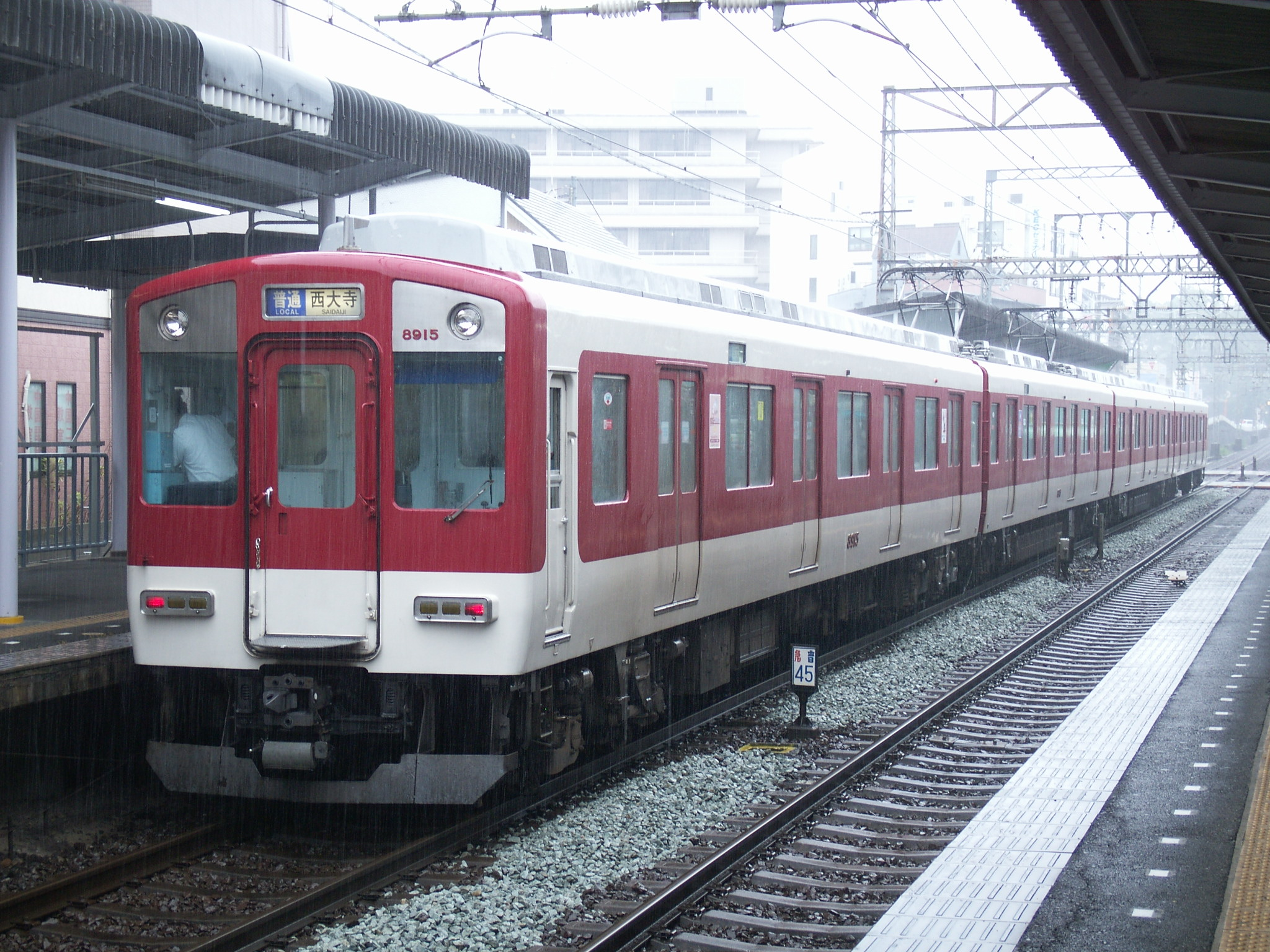
近鉄郡山駅停車中の大和西大寺行き各駅停車

相対式2面2線のホームを持つ地上駅。ホーム有効長は6両分。駅舎は1番線側にあり、2番線側には無人の自動改札口があるが、上下ホームは構内踏切で連絡しているため、どちらの改札口からでも双方のホームに入ることができる。

### のりば
| のりば | 路線     | 方向 | 行先                 |
| ------ | -------- | ---- | -------------------- |
| 1      | B 橿原線 | 下り | 天理・橿原神宮前方面 |
| 2      | B 橿原線 | 上り | 大和西大寺・京都方面 |

## 特徴
ダイヤ面
- 特急以外の全定期旅客列車が停車する。
- 1974年頃には筒井側に渡り線も設置されていた関係上、大和西大寺駅発着でこの駅で折り返す普通も数本のみ設定されていた[10]。

駅設備・営業面
- 天理駅管理の有人駅で、PiTaPa・ICOCA対応の自動改札機および自動精算機（回数券カードおよびICカードのチャージに対応）が設置されている。
- 定期券は黒色の自動発売機にて購入可能である[11]。
- 過去には当駅を管理駅として橿原線尼ヶ辻駅 - 筒井駅間を管轄する駅長が当駅に配置されていた。

## 利用状況
近年における当駅の1日乗降人員の調査結果は以下の通り。大和郡山市では、最も多い乗降人員である。
- 2022年11月8日：16,258人
- 2021年11月9日：15,331人
- 2018年11月13日：17,558人
- 2015年11月10日：18,377人
- 2012年11月13日：18,765人
- 2010年11月9日：19,029人
- 2008年11月18日：19,537人
- 2005年11月8日：20,511人

## 駅周辺

### 近鉄郡山駅周辺整備事業
2019年（令和元年）7月、奈良県と大和郡山市が策定した「近鉄郡山駅周辺地区まちづくり基本計画」を基に、駅と駅を中心にして半径約800m周辺の再開発が計画されている。同計画では近鉄郡山駅舎の移設、駅前広場やバスターミナルの整備などが盛り込まれた。
2023年（令和5年）2月3日には奈良県と大和郡山市、近鉄の三者間で、近鉄郡山駅移設に関する基本協定が締結された。
近鉄郡山駅北東側には1980年（昭和55年）11月に開業した地下1階、地上5階（一部6階）建ての西友大和郡山店があったが、2015年（平成27年）4月で閉店した。その後、大阪市に本社を置く「日本アシスト」に土地と建物が譲渡され、同年11月25日に「アスモ大和郡山」として開業した。しかし、アスモの建物は老朽化が進行しており2026年度に解体される見通しとなった。
近鉄郡山駅移設によりアスモの跡地は駅前となり、2028年度には公共駐車場と複数の店舗からなる施設が新たに開業する予定になっている。

### 主な施設

#### 公共施設
- 大和郡山市役所
- 近鉄郡山駅前郵便局
- 中央公民館・市立体育館
- ハローワーク大和郡山
- やまと郡山城ホール
  - 大和郡山市立図書館
- 地域医療機能推進機構大和郡山病院

#### 教育機関
- 奈良県立郡山高等学校
- 奈良工業高等専門学校

#### 神社・仏閣
- 矢田寺
- 松尾寺
- 慈光院
- 郡山城

#### 金融機関
- 南都銀行 郡山支店
- 京都銀行 大和郡山支店
- 三井住友銀行 近鉄郡山駅前出張所  - ※2021年6月14日より、大和郡山支店が奈良支店（近鉄奈良駅の近く）内に移転しており、ATMのみの店舗となっている。
- 奈良信用金庫 本店
- 近畿労働金庫郡山ローンセンター

#### 商業施設
- アスモ大和郡山
  - マツゲン 大和郡山店
  - キリン堂 アスモ大和郡山店
  - ザ・ダイソー アスモ大和郡山店
- 郡山駅前商店街
- 柳町商店街
- アピタ大和郡山店
- 啓林堂書店郡山店（本店）
- オークワ 大和郡山柳町店

### 鉄道
- 郡山駅（JR大和路線） - 東方面へ徒歩約10分（ほかJR郡山駅行きのバスも運行）

### バス路線
バスターミナルは駅北東に50メートルほど離れたアスモ大和郡山店前にある。奈良交通およびエヌシーバス（一部の系統）により運行されている。
（※2022年4月1日現在）
- 1番のりば
  - 20 矢田寺前
  - 71 大和小泉駅東口 (泉原町経由)
  - 72 大和小泉駅東口 (アピタ・泉原町経由)
- 2番のりば
  - 24 奈良学園
  - 文 奈良学園（急行）
  - 98 法隆寺前（法起寺前経由）
  - 51 法隆寺前（日祝日1本のみ運行、小泉経由）
- 3番のりば
  - 11 イオンモール大和郡山
  - 97 春日大社本殿 (薬師寺駐車場・JR奈良駅・近鉄奈良駅経由)
  - 38 若草台

大和郡山市コミュニティバス
元気城下町号・元気治道号・元気平和号（コミュニティバス）
- 市役所・JR郡山駅方面。平日のみ運行している。
- イオンモール大和郡山へは元気平和号でもアクセスできる（下三橋町北停留所から東へ300m）。便数は少ないが、運賃は奈良交通より安い。

## 隣の駅
近畿日本鉄道
B 橿原線
■急行（下記以外）
大和西大寺駅 (B26) - 近鉄郡山駅 (B30) - 平端駅 (B32)
■急行（平日10 - 16時、土休日9 - 18時台）
西ノ京駅 (B28) - 近鉄郡山駅 (B30) - 平端駅 (B32)
■普通
九条駅 (B29) - 近鉄郡山駅 (B30) - 筒井駅 (B31)
- 括弧内は駅番号を示す。